# 5694 Berényi
Az 5694 Berenyi (ideiglenes jelöléssel 3051 P-L) a Naprendszer kisbolygóövében található aszteroida. Cornelis Johannes van Houten,  Ingrid van Houten-Groeneveld és  Tom Gehrels fedezte fel 1960. szeptember 24-én.